# Plan-d'Aups-Sainte-Baume
Plan-d'Aups-Sainte-Baume este o comună în departamentul Var din sud-estul Franței. În 2009 avea o populație de 2.859 de locuitori.

## Evoluția populației
| An        | 1975  | 1982  | 1990  | 1999  | 2006  | 2009  |
| --------- | ----- | ----- | ----- | ----- | ----- | ----- |
| Populație | 1.260 | 1.448 | 1.991 | 2.380 | 2.700 | 2.859 |